# Widespread Panic
Gli Widespread Panic sono un gruppo rock statunitense di Athens, Georgia.
Fin dalla loro nascita il gruppo si è distinto come una delle migliori Jam band in attività, ricalcando le orme di gruppi come gli Allman Brothers Band, Phish, Grateful Dead.  Sono molto rinomati per le loro "performance" dal vivo.

## Storia del gruppo

### Gli inizi
John Bell e Michael Houser si conobbero nel 1981 nel dormitorio della University of Georgia. Bell, a quei tempi che suonava la chitarra come solista, invitò il suo nuovo amico Houser, anche lui chitarrista, ad unirsi formando quindi un duo. Iniziarono a vivere insieme ed a collaborare musicalmente scrivendo canzoni diventate popolari come Driving Song e Chilly Water.
Il bassista Dave Schools incontrò Bell e Houser nel 1984, cominciando poi a collaborare con loro nel febbraio del 1985.
Nel febbraio del 1986, Houser chiamò un suo amico d'infanzia, il batterista Todd Nance a partecipare con loro per un evento di beneficenza ad Athens, Georgia. Era il loro primo spettacolo con il nome "Widespread Panic". La band fu chiamata in questo modo a causa dei frequenti attacchi di panico di Houser. Il percussionista Domingo Ortiz ("Sunny") si unisce al gruppo in quello stesso anno.
La band iniziò a suonare in tour regolarmente, e nel 1987 firmarono con la Landslide Records.
Nello stesso anno, cominciarono le registrazioni del loro primo album Space Wrangler, pubblicato ufficialmente il 5 settembre 1988. Con il debutto del disco, i "Panic" ampliarono i loro tour, toccando tutto il Nord America ed il Canada.
Nel gennaio del 1991 firmarono con la Capricorn Records e nello stesso anno pubblicarono il loro secondo album Widespread Panic. Nello stesso anno, Billy Bob Thornton ha diretto i "panic" in: "Live from the Georgia Theatre", uno spettacolo registrato nell'arco di due notti ad Athens, in Georgia.
Il tastierista John Hermann ("JoJo") si unì alla band nel marzo 1992 in sostituzione del tastierista T. Lavitz che si era unito alla band un anno prima.. La band continuò il tour in tutti gli Stati Uniti, aggregandosi in tournée con i Blues Traveler, Phish e altri gruppi. Hanno pubblicato il loro terzo lavoro "Everyday" nel marzo 1993 e "Ain't Life Grand" nel settembre 1994. I Panic hanno segnato la loro ascesa al grande pubblico debuttando in televisione per la prima volta nel novembre del 1994.
All'inizio del 2002, al chitarrista Michael Houser fu diagnosticato un cancro al pancreas. Houser ha continuato ad esibirsi con la band, ma dopo un concerto a Cedar Rapids, Iowa il 2 luglio 2002  ha definitivamente lasciato il gruppo a causa della sua salute in declino. Il chitarrista George McConnell, un ex compagno di band di JoJo Hermann, è stato assunto come chitarrista solista per il resto delle date del tour già in programma. Michael Houser è morto il 10 agosto 2002.

### 2003 - 2006

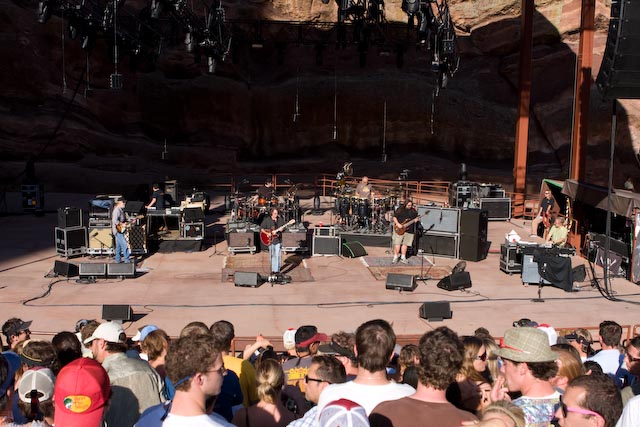
Gli Widespread Panic in concerto al Red Rocks Amphitheater

Nel 2003, la band pubblicò Ball, il primo album in studio con McConnell come chitarrista. Ball è stato l'unico album della band in cui nessuna delle canzoni incluse erano state prima eseguite dal vivo. Tutto il materiale è stato scritto appositamente per l'album con l'eccezione di "Time Waits" e "Don't Wanna Lose You"
il 2004 ha visto l'uscita di tre album live:  Night of Joy, Über Cobra e Jackassolantern. I primi due sono stati registrati durante uno spettacolo di tre notti presso la House of Blues a Myrtle Beach, Carolina del Sud, il terzo è una raccolta di canzoni eseguite durante gli spettacoli di Halloween. Un quarto album dal vivo tratto sempre dallo spettacolo di Myrtle Beach, Live a Myrtle Beach è stato pubblicato all'inizio del 2005.
Nel gennaio 2006, la band registra, presso il Compass Point Studios a Nassau, Bahamas,il nono album in studio, Earth to America, con Terry Manning come produttore, pubblicato nel giugno 2006
Il 9 maggio 2006 presso l'Atlanta Fox Theatre il gruppo trasmise uno spettacolo in live HD via satellite in molte sale cinematografiche selezionate a livello nazionale. Oltre 60.000 fans in tutto il paese riempirono le varie sale. Questo spettacolo è stato pubblicato anche in formato DVD il 14 novembre 2006, intitolato 'Earth to Atlanta'.
In data 2 agosto 2006, avvicinandosi la fine del tour estivo, la band ha annunciato che George McConnell avrebbe lasciato la band dopo lo spettacolo al Fox Theater di St. Louis. Il chitarrista Sam Holt venne chiamato a sostituire McConnell per le restanti due settimane del tour. Alla fine del 2006, Jimmy Herring prese le redini del chitarrista solista nel gruppo, dando il via al loro tour autunnale con tre notti al Radio City Music Hall di New York

### Dal 2006 ad oggi
Il 27 giugno 2008 gli Widespread panic fecero il tutto esaurito al Red Rocks Amphitheater di Morrison (contea di Denver), Colorado. Il sindaco di Denver John Hickenlooper ha proclamato venerdì 27 giugno "Giornata Widespread Panic" nella città e nella contea di Denver. Il 20 settembre dello stesso anno, il gruppo è stato inserito nella Georgia Music Hall of Fame.
La band continuò il tour per tutto il resto del 2008 e la primavera del 2009.
Nel marzo del 2010, è stato annunciato che gli Widespread Panic avrebbero pubblicato un nuovo album intitolato Dirty Side Down il 25 maggio 2010. Nello stesso periodo hanno pubblicato anche il loro nuovo album dal vivo Live in the Classic City II.

## Formazione

### Formazione attuale
- John Bell - chitarra, voce
- Dave Schools - basso
- Todd Nance - batteria
- Domingo "Sunny" ortiz - percussioni
- John "JoJo" Hermann - tastiera
- Jimmy Herring - chitarra

### Ex componenti
- Michael Houser - chitarra
- George McConnel - chitarra
- T. Lavitz - tastiera

## Discografia

### Album in studio
- 1988 - Space Wrangler
- 1991 - Widespread Panic
- 1993 - Everyday
- 1994 - Ain't Life grand
- 1997 - Bombs & Butterfilies
- 1999 - 'Til The Medicine Takes
- 2001 - Don't Tell The Band
- 2003 - Ball
- 2006 - Earth To America
- 2008 - Free Somehow
- 2010 - Dirty Side Down

### Album live
- 1998 - Light Fuse, Get Away
- 2000 - Another Joyous Occasion
- 2002 - Live in the Classic City
- 2004 - Night of Joy
- 2004 - Über Cobra
- 2004 - Jackassolantern
- 2005 - Live at Myrtle Beach
- 2010 - Live in the Classic City II

### Raccolte
- 2007 - Choice Cuts: The Capricorn Years 1991-1999